# Parafia św. Marcina i Matki Bożej Pocieszenia w Czermnej
Parafia św. Marcina i Matki Bożej Pocieszenia w Czermnej – parafia rzymskokatolicka, znajdująca się w diecezji tarnowskiej, w dekanacie Ołpiny.